# I Want Candy (Film)
I Want Candy ist eine britische Filmkomödie der Earling Studios aus dem Jahr 2007. Regie führte Stephen Surjik. Im Film spielen Tom Riley und Tom Burke zwei ambitionierte Filmstudenten, die mit einem Pornofilm in Hollywood durchstarten wollen und dabei auf die Hilfe eines bekannten Pornostars, gespielt von Carmen Electra, vertrauen können.

## Handlung
Die beiden befreundeten Filmstudenten Joe und Baggy suchen einen Geldgeber für ihr Filmprojekt. Ohne das Wissen von Baggy gelingt es Joe, einen Produzenten von Pornofilmen für das Projekt zu gewinnen, der den Film jedoch nur machen möchte, wenn die Pornodarstellerin Candy mitspielt. Bei einer Autogrammstunde können die Studenten Candy dazu überreden, bei dem Projekt mitzuarbeiten. Die Aufnahmen werden in der elterlichen Wohnung gemacht. Der Filmproduzent vermarktet den Film unter seinem Namen und wird für eine Auszeichnung nominiert. Die Freunde zerstreiten sich wegen des Pornoproduzenten untereinander und mit Candy. Letztere hält bei der Auszeichnung die Laudatio für den Film und gibt die korrekten Urheber öffentlich bekannt. Baggy kommt mit Candy zusammen und Joe mit seiner Kommilitonin. 

## Kritik
Der Film erhielt bei der US-amerikanischen Filmkritikseite Rotten Tomatoes 56 % positive Kritiken bei insgesamt neun Kritiken. Der Time Out Film Guide sprach von „lausigen Nebendarstellern“ und einer „heiteren Verwertung der Formel aus Ganz oder gar nicht“, die jedoch „noch immer unterhält“. Der film-dienst verstand die „beziehungs- und zitatenreich angelegte Filmkomödie als Parodie auf das Sexfilm-Genre“, wobei die „durchaus amüsante Handlung als ‚Film im Film‘ anlegt“ würde. Die Filmwebsite kino.de sah den Film als „eine ironische Referenz“ auf das „große Hollywood“ im Stil von Shaun of the Dead. Die Filmzeitschrift Cinema urteilte: „Smarter Spaß mit Seitenhieben auf den akademischen Filmbetrieb und das raue Hardcore-Geschäft“.